# Linnaeaceae
Linnaeaceae is een botanische naam, voor een familie van tweezaadlobbige planten. Een familie onder deze naam wordt niet vaak erkend door systemen van plantentaxonomie. In het APG II-systeem (2003) is erkenning van deze familie optioneel, en de planten mogen ook ingedeeld worden in de kamperfoeliefamilie, dus de familie waar ze traditioneel ingedeeld werden, zoals in het Cronquist-systeem (1981). De 23e druk van de Heukels kiest voor deze tweede optie, en erkent de familie dus niet.
Het zijn meestal heesters, maar ook kruidachtige planten. De familie komt voornamelijk voor in gematigde streken van Zuidoost-Azië, maar ook in andere gematigde delen van het noordelijk halfrond en in Mexico.
In Nederland komt alleen het geslacht Linnaea met het Linnaeusklokje (Linnaea borealis) voor. De andere geslachten van de 35 soorten tellende familie zijn:
- Abelia
- Dipelta
- Kolkwitzia
- Zabelia